# Kanson Arahata
Kanson Arahata (荒畑 寒村, Arahata Kanson) aussi connu sous le nom Katsuzo Arahata (荒畑 勝三, Arahata Katsuzō, 14 août 1887 – 6 mars 1981) est un homme politique japonais du XXe siècle.
Il est membre de nombreux mouvements socialistes. Il commence comme socialiste puis devient anarcho-syndicaliste, puis communiste et termine enfin comme membre de la Diète en tant que représentant du parti social-démocrate japonais d'après-guerre.

## Biographie
Arahata est originaire de Yokohama. Il adhère au Heiminsha (平民社) en 1904 et fait partie des personnes arrêtées lors de l'incident du drapeau rouge (赤旗事件 Akahata Jiken) de 1908. Arahata publie Kindai Shiso (近代思想; littéralement « Pensée moderne ») avec Sakae Osugi. Il est membre du premier comité central du parti communiste japonais et appartient à la faction Rono. Il fait partie du comité exécutif central du parti social-démocrate japonais de 1946 à 1948 et sert à la Diète de 1946 à 1949.
Il consacre la dernière partie de sa vie à l'écriture et est lauréat de l'édition 1960 du prix Mainichi de la culture pour Kanson jiden (寒村自伝).

## Source de la traduction
- (en) Cet article est partiellement ou en totalité issu de l’article de Wikipédia en anglais intitulé « Kanson Arahata » (voir la liste des auteurs).